# Сендін-да-Серра
Сендін-да-Серра (порт. Sendim da Serra; МФА: [sẽ.ˈdĩ dɐ ˈse.ʁɐ]) — парафія в Португалії, у муніципалітеті Алфандега-да-Фе. Розташована в північно-східній частині країни, на теренах історичної португальської провінції Трансмонтана. Входить до складу округу Браганса. За адміністративним поділом, чинним до 1976 року, терени парафії були складовою провінції Трансмонтана і Верхнє Дору. Належить до Брагансько-Мірандської діоцезії Католицької церкви. Патрон — святий Лаврентій. Площа — 11,0255 км². Населення — 91 ос. (2011). Слабо урбанізований регіон. Густота населення — 8,25 осіб/км²
. Код — 040113.

## Населення
| Кількість мешканців | Кількість мешканців | Кількість мешканців | Кількість мешканців | Кількість мешканців | Кількість мешканців | Кількість мешканців | Кількість мешканців | Кількість мешканців | Кількість мешканців | Кількість мешканців | Кількість мешканців | Кількість мешканців | Кількість мешканців | Кількість мешканців |
| ------------------- | ------------------- | ------------------- | ------------------- | ------------------- | ------------------- | ------------------- | ------------------- | ------------------- | ------------------- | ------------------- | ------------------- | ------------------- | ------------------- | ------------------- |
| 1864                | 1878                | 1890                | 1900                | 1911                | 1920                | 1930                | 1940                | 1950                | 1960                | 1970                | 1981                | 1991                | 2001                | 2011                |
| 271                 | 246                 | 193                 | 226                 | 260                 | 218                 | 218                 | 219                 | 210                 | 194                 | 175                 | 174                 | 151                 | 110                 | 91                  |